# Tetrops formosus
Tetrops formosus là một loài bọ cánh cứng trong họ Cerambycidae.